# Tuštevac
Tuštevac falu Horvátországban, Dubrovnik-Neretva megyében. Közigazgatásilag Slivno községhez tartozik.

## Fekvése
Makarskától légvonalban 52, közúton 75 km-re délkeletre, Pločétől légvonalban 10, közúton 22 km-re délkeletre, községközpontjától légvonalban 2, közúton 9 km-re délnyugatra Neretva völgyének alsó részén, a folyó deltavidékén fekszik.

## Története
A település körüli magasabban fekvő területek már ősidők óta lakottak voltak, melyet az itt található illír halomsírok is bizonyítanak.
A második világháborút követően megindult a Neretva deltavidékének meliorációja, mely még ma sem fejeződött be teljesen. A mocsártól visszahódított területen intenzív mezőgazdasági művelés folyik, főként mandarin, szőlő, füge és olajfaültetvények találhatók. A Kis-Neretva és a tengerpart mentén több új település is létrejött, miközben a régi, magasabban fekvő települések kiürültek. Az ekkor létrejött települések közé tartozott Tuštevac is, mely 1981-ig Raba településrésze volt. A településnek 2011-ben 64 lakosa volt, akik főként a mezőgazdaságból éltek.

## Népesség
| Lakosság változása | Lakosság változása | Lakosság változása | Lakosság változása | Lakosság változása | Lakosság változása | Lakosság változása | Lakosság változása | Lakosság változása | Lakosság változása | Lakosság változása | Lakosság változása | Lakosság változása | Lakosság változása | Lakosság változása | Lakosság változása |
| ------------------ | ------------------ | ------------------ | ------------------ | ------------------ | ------------------ | ------------------ | ------------------ | ------------------ | ------------------ | ------------------ | ------------------ | ------------------ | ------------------ | ------------------ | ------------------ |
| 1857               | 1869               | 1880               | 1890               | 1900               | 1910               | 1921               | 1931               | 1948               | 1953               | 1961               | 1971               | 1981               | 1991               | 2001               | 2011               |
| 0                  | 0                  | 0                  | 0                  | 0                  | 0                  | 0                  | 0                  | 4                  | 30                 | 32                 | 14                 | 76                 | 91                 | 81                 | 64                 |

(1948 és 1981 között Raba település részeként. 1991-től önálló településként.)

## Nevezetességei
A település feletti hegy északi oldalán illír eredetű, kőből épített halomsírok találhatók.

## Gazdaság
A település gazdaságának alapját a mezőgazdaság adja. A II. világháborút követő vízrendezési munkák során nagy területeket hódítottak el a Neretva deltavidékét elfoglaló mocsártól, ahol intenzív mezőgazdasági termelés indult meg. Ezen a területen ma kiterjedt mandarin, szőlő, füge és olajfaültetvények találhatók.